# Bestune T77
La Bestune T77, chiamata anche FAW X60, è un'autovettura prodotta dalla casa automobilistica cinese First Automobile Works con marchio Bestune dal 2019.

## Profilo e contesto
La T77 è un crossover compatto, anticipato da una concept car presentata per la prima volta al Salone dell'Auto di Pechino nell'aprile 2018 chiamata Bestern T-Concept. Il modello di serie ha debuttato al Salone dell'Auto di Guangzhou nel novembre dello stesso anno.
La Bestune T77 è il primo veicolo commercializzato dalla FAW con il nuovo nome del marchio "Bestune" invece del precedente "Besturn".
Il Bestune T77 è alimentato da un motore benzina turbocompresso da 1,2 litri che sviluppa 143 CV. Il motore è abbinato a un cambio manuale a cinque marce o un cambio a doppia frizione a sette marce ed è disponibile solo con la trazione anteriore. In Russia viene venduto come Besturn X60.